# Oosterkerk
L'Oosterkerk (en néerlandais : « église de l'Est ») est une église protestante de style Renaissance située à Amsterdam, dans le quartier des Oostelijke Eilanden. Elle est construite durant la seconde moitié du XVIIe siècle, entre 1669 et 1671. Sa construction, ainsi que celle d'une autre église baptisée Eilandskerk (« Église de l'île ») fut décidée par le Vroedschap en 1659. Initialement, les deux églises devaient être construites en bois, puis reconstruites en pierre par la suite. Finalement, Oosterkerk fut bel et bien reconstruite en pierre, mais au niveau de Wittenburg, et non sur le Rapenburg où l'église en bois fut bâtie. Ses cloches sont l'œuvre de Pierre et François Hemony.
L'église n'est plus utilisée pour les services religieux depuis 1962. Après être tombée en désuétude, elle fit l'objet de restaurations dans les années 1980.
Avec Noorderkerk, Westerkerk et Zuiderkerk, Oosterkerk constitue l'une des quatre églises « cardinales » de la ville d'Amsterdam.